# Гординг, Ларс
Ларс Гординг (швед. Lars Gårding) ;(7 марта 1919 — 7 июля 2014) — шведский математик, внес заметный вклад в изучение дифференциальных уравнений в частных производных и операторов в частных производных. С 1952 по 1984 год — профессор математики в Лундском университете в Швеции, вместе с Марселем Риссом он был научным руководителем Ларса Хёрмандера.

## Биография
Гординг родился в Хедемуре (Швеция), вырос в Мотале, где его отец был инженером на заводе. Начал изучать математику в Лунде в 1937 году с намерением стать актуарием.
В 1944 году представил свою диссертацию, написанную под руководством Марселя Риса, была посвящена представлениям групп. В последующие годы сменил направление своих исследований на теорию уравнений в частных производных. Занимал должность профессора математики в Лундском университете с 1952 года до выхода на пенсию в 1984 году.
На протяжении своей карьеры, Гординг внёс значительный вклад в разные области математики. Как педагог и популяризатор этой науки, написал несколько важных учебников для нескольких категорий обучающихся — для младших курсов, для выпускников школ. С 1947 года сотрудничал с Институтом перспективных исследований Принстона, с 1947 по 1977 год посещал его 8 раз.
В 1949 году Гординг женился на Еве Марии Лундиус (14 июля 1920 — 1 января 2006), которая преподавала современные языки и, защитив диссертацию по фонетике в университете Лунда, в 1980 году стала профессором филологии. По воспоминаниям коллег Гординга, брак учёных был счастливым и они всю жизнь помогали друг другу, хотя и занимались наукой в совершенно разных областях.
Гординг был очень разносторонней личностью, помимо математики, он интересовался также искусством, литературой и музыкой, играл на скрипке и фортепиано. Будучи увлечённым орнитологом, в 1987 году он опубликовал книгу о птичьих песнях и голосах. В 1999 году вышла его философская работа «Models in science and otherwise» («Модели в науке и не только»), а в 2000 году — «A philosophical dialog. Mathematics, life, and death» («Философский диалог. Математика, жизнь и смерть»). Кроме того, в 2000 году Гординг опубликовал статью «A Simple Model for the Interplay of Predators, Rodents and Food» («Простая модель взаимодействия хищников, грызунов и пищи»), а в 2005 году — «Interactions driving the population cycle of Arctic small rodents» («Взаимодействия, определяющие популяционный цикл арктических мелких грызунов»). В 2010 году вышла его статья «Von Neumann with the Devil» («Фон Ньюманн и дьявол»).
В 1953 году Ларс Гординг был избран членом Шведской королевской академии наук.
Умер 7 июля 2014 года в возрасте 95 лет.

## Избранные работы

### Книги
- 1977. Encounter with Mathematics, 1st Edition.
- 2013. Encounter with Mathematics, softcover reprint of the 1st 1977 edition. Springer

### Статьи
- Atiyah, Michael Francis; Bott, Raoul; Gårding, Lars (1970), «Lacunas for hyperbolic differential operators with constant coefficients. I», Acta Mathematica, 124: 109—189, doi:10.1007/BF02394570, MR 0470499, Zbl 0191.11203
- Atiyah, Michael Francis; Bott, Raoul; Gårding, Lars (1973), «Lacunas for hyperbolic differential operators with constant coefficients. II», Acta Mathematica, 131: 145—206, doi:10.1007/BF02392039, MR 0470500